# Hydra (videogioco)
Hydra è un videogioco arcade di pilotaggio di un veicolo acquatico futuristico, pubblicato nel 1990 dalla Atari Games. Nel 1991 la Domark ne pubblicò conversioni per gli home computer Amiga, Amstrad CPC, Atari ST, Commodore 64 e ZX Spectrum, mentre nel 1992 l'Atari lo pubblicò anche per la sua console portatile Lynx.
Si tratta di un simulatore di guida sparatutto con visuale tridimensionale in terza persona, simile ai precedenti RoadBlasters e S.T.U.N. Runner della stessa Atari.

## Modalità di gioco
Il giocatore è nei panni di un corriere che deve consegnare diversi carichi di massima segretezza, pilotando uno speciale mezzo acquatico armato detto Hydracraft, simile a un motoscafo monoposto, e affrontando forze terroristiche lungo il tragitto. Ci sono in totale 9 missioni ambientate in varie parti del mondo, lungo corsi d'acqua o in mare; ogni missione comprende tre tappe corrispondenti a tre aree geografiche contigue e un viaggio bonus finale.
La guida avviene con visuale tridimensionale in terza persona, dalle spalle dell'Hydracraft, a velocità regolabile. Nella macchina arcade si dispone di una cloche inclinabile a quattro direzioni, con pulsanti delle armi integrati, e del pedale del gas. Si deve seguire un percorso obbligato con curve, anche nelle tappe di mare aperto. Lungo il percorso si incontrano diversi tipi di natanti e velivoli nemici, mine e altri ostacoli affioranti, che possono distruggere l'Hydracraft al primo colpo. Per combattere i nemici si ha un'arma di base che spara proiettili in avanti, tenendo conto dell'inclinazione del veicolo quando si sterza.
In caso di distruzione dell'Hydracraft si riprende il percorso con uno nuovo, ma si perde il carico, che deve essere recuperato poco più avanti, a volte eliminando un veicolo nemico che se ne è impadronito. Non è indispensabile avere il carico per completare il livello, ma influisce molto sul bonus. Lungo il percorso si possono anche raccogliere molti bonus di denaro e ricariche di carburante, quest'ultimo rifornito anche al termine di ogni tappa. Il carburante è importante in quanto il suo esaurimento determina la sconfitta e la fine della partita; non ci sono altrimenti limiti sul numero di Hydracraft perse.
L'Hydracraft dispone inoltre, in quantità limitata, della funzione boost, che permette di volare per un breve tratto. Il mezzo è pilotabile anche durante il volo, inclusa la regolazione dell'altitudine. Oltre a evitare nemici e ostacoli, il volo può servire per raggiungere certi bonus sospesi in aria, o come ultima risorsa di movimento se è finito il carburante. 
Al termine di ciascuna missione di consegna c'è il livello bonus Hydradome, un percorso a ostacoli senza nemici ambientato sotto una enorme cupola. Quindi, prima di passare alla successiva missione, si fa tappa al negozio, dove è possibile spendere il denaro accumulato per acquistare nuovi armamenti come missili, mitragliatrici, scudi protettivi. Le armi extra hanno munizioni limitate e possono essere selezionate dal giocatore durante la navigazione. 